# كريستين فيرلي
كريستين فيرلي هي ممثلة كندية، ولدت في 22 أبريل 1985 في تورونتو في كندا. من الجوائز التي نالتها جائزة الفنان الصغير.

## أعمال

### أفلام
- (1998)  ملك الفيلة[6]
- (2004) اختيار غرايسي

### مسلسلات
- دبدوب المحبوب
- اختيار غرايسي

## جوائز
- جائزة الفنان الصغير

## وصلات خارجية
- كريستين فيرلي على موقع IMDb (الإنجليزية)
- كريستين فيرلي على موقع قاعدة بيانات الفيلم (الإنجليزية)